# Jackie MacMullan
Pour les articles homonymes, voir MacMullan.
Jackie MacMullan est une journaliste sportive américaine indépendante née le 7 octobre 1960 à Manhasset dans l'État de New York.   
Elle couvre la National Basketball Association (NBA) pour Sports Illustrated de 1995 à 2000 et a publié plusieurs livres sur le basketball dont les autobiographies de Larry Bird et Shaquille O'Neil.   
Elle est intronisée au Basketball Hall of Fame en 2010, première femme lauréate du Curt Gowdy Media Award.   

## Biographie

### Jeunesse et études
Jackie MacMullan est née le 7 octobre 1960 à Manhasset dans l'État de New York. Elle étudie au lycée Westwood à Westwood dans le Massachusetts. 
Elle commence sa carrière de journaliste sportive à l'âge de quinze ans en couvrant les équipes féminines de son lycée pour le journal local. Elle est diplômée de l'université du New Hampshire, où elle a joué en Division I de basketball pour les Wildcats.

### Carrière journalistique
Jackie MacMullan rejoint le Boston Globe en 1982 tant que stagiaire et y reste jusqu'en 2008,.
De 1995 à 2000, elle couvre la NBA pour Sports Illustrated.
En 1999, Jackie MacMullan collabore avec l'ancienne gloire des Celtics de Boston, Larry Bird pour publier son autobiographie Bird Watching : on Playing and Coaching the Game I Love. Elle publie Geno : In Pursuit of Perfection avec l'entraîneur américain Geno Auriemma en 2006 et le best-seller du New York Times When the Game Was Ours avec Magic Johnson et Larry Bird en 2009,.
En 2011, elle collabore avec Shaquille O'Neal pour écrire son autobiographie intitulée Shaq Uncut : My Story.
En septembre 2010, elle reçoit le prix Curt Gowdy, décerné par le Basketball Hall of Fame aux journalistes et commentateurs sportifs ayant marqué l'histoire de la NBA. Elle est la première femme à recevoir ce prix.

## Distinctions
- 2010 : Curt Gowdy Media Award